# Статевий член чоловіка
Пе́ніс, статевий член, прутень (лат. penis) — чоловічий зовнішній статевий орган. Служить для здійснення статевого акту, сечовипускання та сім'явипорскування.

## Назва
Латинська назва цього органа — penis буквально означає «хвіст»[джерело?] (від пра-і.є. *pesnis). У вузькому сенсі так називають неерегований статевий член — на відміну від ерегованого, який прийнято називати «фалос» (лат. phallus).
Слово «член» — запозичення зі старослов'янської мови (староцерк.-слов. члѣнъ, що походить від прасл. *čelnъ і відповідає східнослов'янським лексемам челонъ, чланъкъ, челенъ, челенокъ), де воно мало значення «частина тіла» (*čelnъ є фонетичним варіантом *kolěno — «коліно»). Статевий член у просторіччі часто йменується просто «член», оскільки інші частини тіла «членами» вже не називають.
Позначення ерегованого статевого члена — «фалос» походить від грец. φαλλος.
Чоловічий статевий орган має безліч народних назв: деякі з них вважаються непристойними, інші — являють собою евфемістичні позначення, наприклад, хуй (сприймається як лайливе), головочка, залупієнько, кабака, качанчик, кіньчик, лялька, пицюрина, півник, потак, поцька, пуцька, соловей.
Праслов'янське позначення чоловічого статевого органа *xujь споріднене зі словами *xvoja, *xvojь (від якого походить слово «хвоя») і виводиться з праіндоєвропейського *skow-y-o (від кореня *ksu- < *kes- — «розчісувати»). Первісне значення — «колючка», «шпичак», «шип». Цікаво, що від цього кореня походить і слов'янське слово «кохати». Порівнюється з лит. skujà («хвоя») і діалектним skujà («гілочка хвойного дерева», «шишка», «луска»), латис. skuja («хвоя»), дав.-ірл. scé < *skwiyats («глід»), алб. hu («шип», «статевий член»). Поширене виведення від праіндоєвропейського кореня *skēu- («різати», «дряпати»; помилкове тлумачення — «бути гострим») необґрунтоване.
Народні назви «пуцька» («пуцка», «поцька»), можливо, походять від прасл. *putja («півень», «курка»), чи є запозиченнями зі західнослов'янських або південнослов'янських мов (пор. пол. puto, в.-луж. puca, н.-луж. puča, болг. путка). «Пицюрина» походить від пол. pyciurka (pecię, peciar, pyta), які виводять з того ж праслов'янського *putja. Слід зазначити, що «пташині» назви досить часто вживають як для чоловічих, так і для жіночих статевих органів: «соловей», «півник», «поцька», «потка» («вульва»), а також англ. cock — слово, яке первісно означало «півень», тепер вживається переважно щодо статевого члена.

## Анатомічна будова пеніса людини

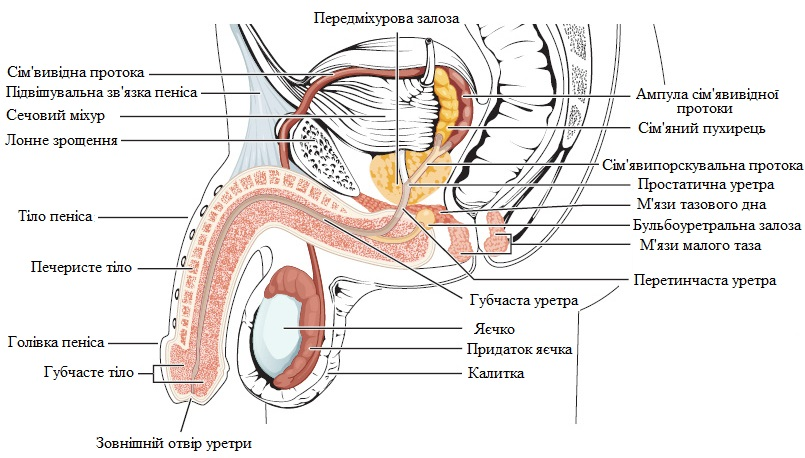
Статевий член з навколишніми органами

Статевий член складається з двох печеристих (кавернозних) тіл (corpus cavernosum penis), розташованих навколо губчастого (або спонгіозного) тіла (corpus spongiosum penis), яке обіймає уретру (urethra) — сечовипускний канал.
У статевому члені можна виділити такі частини:
- Корінь пеніса або цибулина пеніса (radix penis, bulbus penis);
- Тіло пеніса (corpus penis) зі спинкою пеніса (dorsum penis);
- Головка пеніса (glans penis), у якій виділяють:
  - Вінчик головки (corona glandis);
  - Шийку головки (collum glandis);
  - Залози головки (glandulae smegmatica), які виробляють смегму;
  - Крайня плоть (preputium penis) з внутрішнім та зовнішнім листками передньої шкірочки, вуздечкою крайньої плоті (frenulum preputii), залозами крайньої плоті (glandulae preputii).

Сечовипускний канал (urethra) проходить усередині губчастого тіла та відкривається назовні отвором уретри (meatus urethrae externum, ostium urethrae externum). У канал відкриваються протоки залоз уретри (glandulae urethrales).
На поверхні шкіри статевого члена розташовані волосяні фолікули пеніса (folliculi pili penis)
До зовнішніх статевих органів чоловіка, крім того, належить мошонка (калитка), яка містить 2 яєчка.

## Розмаїття

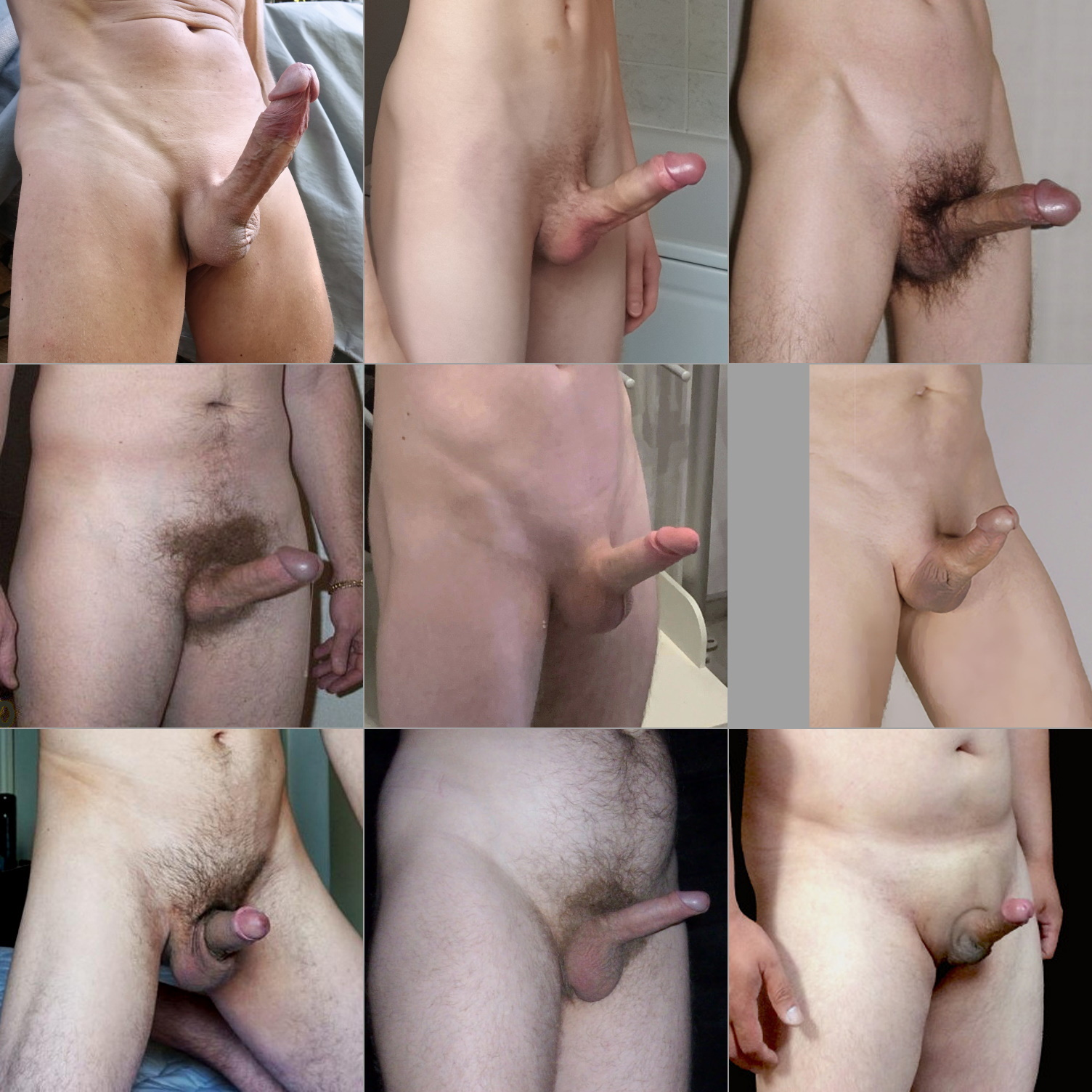
Розмаїття пенісів

Зовнішній вигляд, розмір і форма пеніса кожного чоловіка індивідуальні, і можуть суттєво варіюватися за:
- розміром і формою окремих частин (голівки, тіла, крайньої плоті, отвору уретри й інших)
- кривизною
- забарвленням (можлива різниця між пігментацією зовнішніх статевих органів і пігментацією тіла чоловіка)
- кутом в стані ерекції (кут між пенісом і животом)

## Кровопостачання

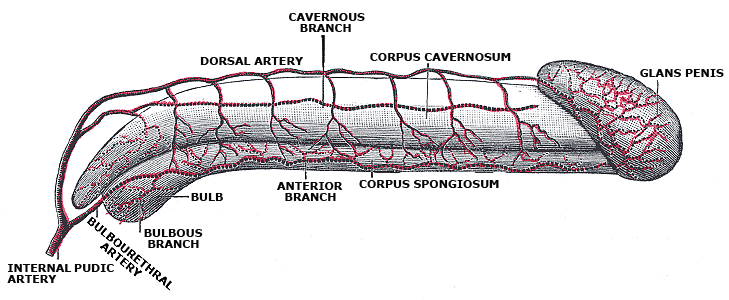
Артерії пеніса

Кровопостачання статевого члена здійснюється через глибоку та дорсальну артерії статевого члена (aa. profúnda et dorsális pénis), які є гілками внутрішньої статевої артерії (a. pudénda intérna).
Венозна кров від статевого члена відтікає по глибокій дорсальній вені (v. profúnda dorsális pénis) у міхурове венозне сплетіння (pléxus venósus vesicális) і по глибоких венах статевого члена (vv. profúndae pénis) у внутрішню статеву вену (v. intérna pudénda).
- Дорсальна артерія пеніса (arteria dorsalis penis)
- глибока артерія пеніса (arteria profunda penis)
- поверхневі дорсальні вени пеніса (venae dorsales superficialis penis)
- глибока дорсальна вена пеніса (vena dorsalis profunda penis)

Іннервація статевого члена

### М'язи
М'язи статевого члена:
1. цибулинно-губчастий м'яз, m. bulbosponginosus, охоплює цибулину та задню частину губчастого тіла - починається від сухожильного центру промежини та фіксується до тильної поверхні запалих тіл і власної фасції статевого члена; - внаслідок скорочення м'яза утруднюється відтік венозної крові із запалих тіл під час ерекції, видавлюється сперма з уретри під час оргазму та останні краплини сечі під час сечовипускання;
2. сіднично-печеристий м'яз, m. ischiocavernosus, парний - починається ззаду від кореня кавернозного тіла і крижово-бугорної зв'язки; сухожиллям вплітається в білкову оболонку печеристого тіла; - при скороченні м'яз притискає корінь печеристого тіла до кістки, випрямляє статевий член, перетискає його тильні вени.

## Іннервація
- статевий нерв (nervus pudendus)
- дорсальний нерв пеніса (nervus dorsalis penis)

## Розміри
Правильним визнається вимірювання довжини статевого члена - у індивіда, що стоїть прямо, накладенням лінійки зверху на повністю ерегований член, ширини — у кількох місцях з усередненням. Документально підтвердженим найбільшим членом вважається пеніс завдовжки 33,5 см і 15 см в обхваті, який був описаний на початку ΧΧ століття. І хоча питання про переваги жінок є дискусійним, у всі часи проблемі збільшення розмірів статевого члена приділялася особлива увага. Згідно з дослідженням 2015 року, для короткострокових стосунків жінки надають перевагу члену в ерегованому стані завдовжки 16,3 см та окружністю 12,7 см, а для довгострокових стосунків — завдовжки 16,0 см та окружністю 12,2 см.

## Ерекція

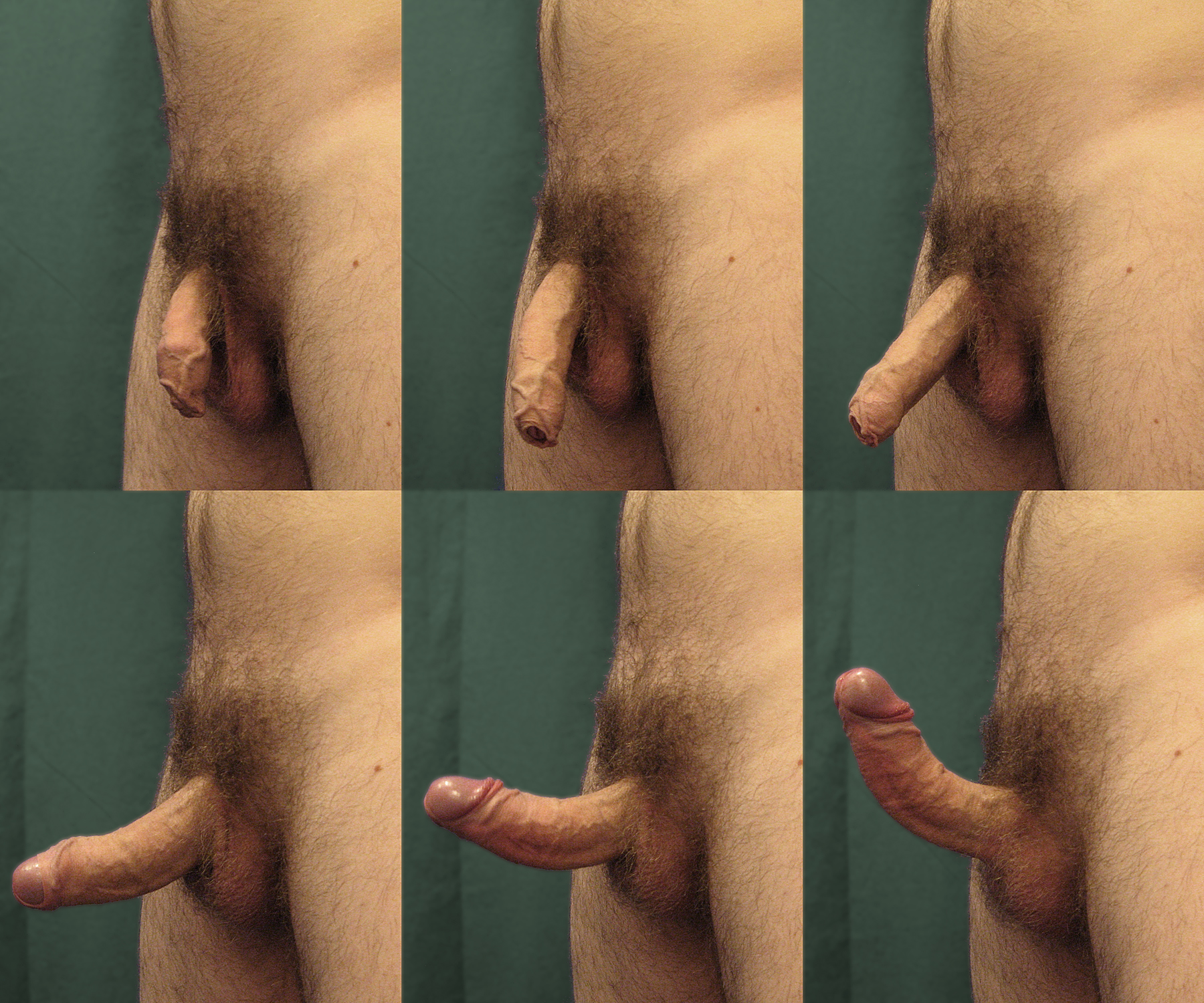
Процес набухання пеніса під час ерекції

Ерекція пеніса пов'язана з розширенням артерій печеристих та губчастого тіл пеніса. Нервова регуляція ерекції здійснюється
- статевим нервом — прийом подразників від головки пеніса та сусідніх тканин. Імпульс спрямовується до спинного мозку;
- парасимпатичними нервами від крижового сплетіння.

Нейрони, що відповідають у людини за ерекцію, можуть збуджуватися як рефлекторним шляхом (через подразнення геніталій), так і психогенним шляхом (через супраспинальні впливи).

## Сечовипускання
Для сечовипускання чоловікам зазвичай необхідний неерегований стан пеніса, коли він вільно, ненапружено звисає з лобка і м'якший, ніж при ерекції. Із сечового міхура струмінь сечі виходить через сечовипускальний канал із різним ступенем інтенсивності залежно від ступеня наповнення сечового міхура, рівня нервового напруження людини та наявності або відсутності патологічного збільшення передміхурової залози, що здатне здавлювати шийку міхура. Сеча виходить із зовнішнього отвору уретри між її губок, розсуваючи їх. Струмінь сечі може бути прямим і єдиним або розщепленим і віялоподібним, що розбризкується. Задати напрямок струменя можна намагатися поворотом корпусу (таза) людини або відведенням пеніса руками. Краплі сечі можуть затримуватися в дистальному кінці уретри або під крайньою плоттю і вимагати струшування.

## Захворювання статевого члена людини
До вроджених станів належать генетичні та гормональні порушення статевої диференціації, коли структура та розміри зовнішніх статевих органів людини не відповідають статі її гонад (статевих залоз) або мають проміжний характер (інтерсекс).
Порушення статевої диференціації можуть призводити до незарощення або неповного зарощення ембріональної урогенітальної борозни і розщеплення сечовипускального каналу з нижнього боку (епіспадія).
Знаходження гирла уретри не на вершині голівки пеніса називають гіпоспадією.

Можуть спостерігатися вроджені й травматичні викривлення пеніса, а також патологічне звуження крайньої плоті (фімоз).
- аномалії розвитку
  - гіпоспадія
  - епіспадія

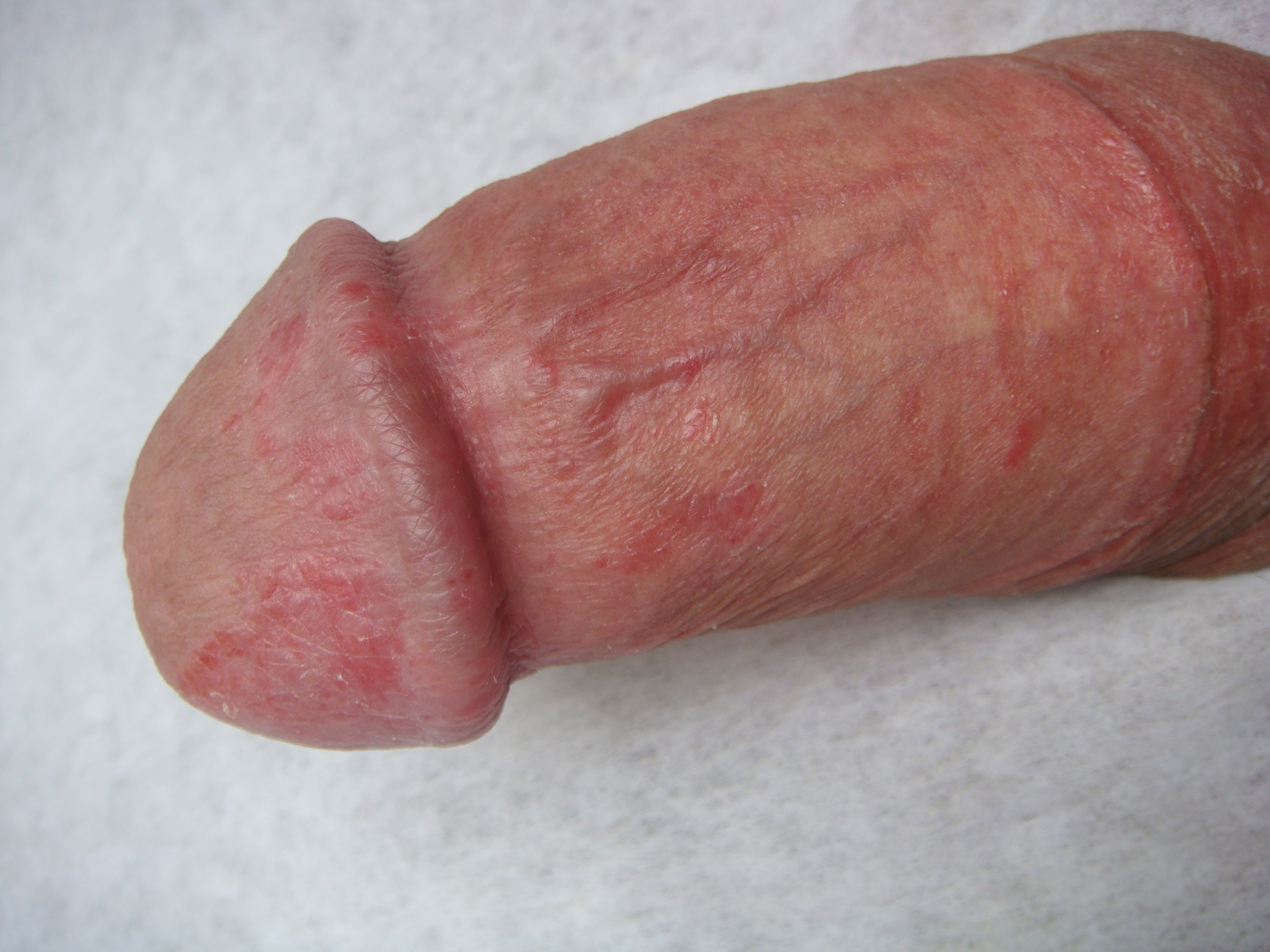
Баланопостіт — запалення головки статевого члена та крайньої плоті.

  - аномалії уретри: агенезія, звуження, дивертикул уретри
- пухлини пенісу
  - Рак статевого члена
- ушкодження (травматичні) пенісу
- фімоз та парафімоз
- запалення
  - каверніт (кавернозних тіл)
  - баланіт (головки)
  - баланопостит (головки та крайньої плоті)

Схематичне зображення чоловічої репродуктивної системи

## Пірсинг пеніса
Проколювання статевого члена розповсюджене явище в індустрії пірсингу. Існують багато варіантів пірсингу статевого члена. Розрізняють такі види пірсингу:
- Головки статевого члена;
- Тіла статевого члена;
- Вуздечки статевого члена;
- Крайньої плоті.

## Цікаві факти
- Назва роду Amorphophallus буквально означає «безформний фалос» і дана за характерну форму суцвіття.
- Назва роду Верпа утворена від лат. verpa («статевий член») і дана з огляду на своєрідну форму плодового тіла грибів.
- Латинська назва роду Веселка Phallus дана за схожість плодових тіл грибів цього роду з ерегованим статевим членом (фалосом).
- Аборигени Нової Гвінеї використовують футляр для статевого члена, зроблений із особливого сорту гарбуза — котека.
- Від pḕnicillus, pḕniculus — зменшеної форми латинського слова penis (у його первісному значенні «хвіст») походить і слово «пензель»: через посередництво сер.-в.-нім. pensel і пол. pędzel[11].